# 봄비 (드라마)
《봄비》는 1979년 1월 27일부터 같은 해 5월 19일까지 방영된 문화방송 주말연속극으로, 참된 사랑이란 무엇인가를 메마른 땅에 젖어들 듯 촉촉히 내리는 봄비에 견주어 보여준다.
가수 이은하가 드라마의 주제곡을 불렀다.

## 방송 시간
| 방송 채널 | 방송 기간                 | 방송 시간                         |
| --------- | ------------------------- | --------------------------------- |
| MBC TV    | 1979년 1월 27일 ~ 4월 1일 | 매주 주말 저녁 7시 20분 ~ 8시 5분 |
| MBC TV    | 1979년 4월 7일 ~ 5월 19일 | 매주 주말 저녁 7시 15분 ~ 8시     |

## 줄거리
남편이 죽고나서 수예점을 하며 하루하루 보내고 있는 여인에게 옛날 배반하여 떠났던 옛 애인이 성공한 모습으로 나타난다.

## 등장 인물
- 김자옥(차혜실)
- 이정길(장형구)
- 이효춘(윤세화)
- 김용림, 현석, 김윤경, 박영태, 김보경, 오경애, 강서영, 유경숙, 정애란, 김민희

## 편성 변경(1979년)
- 2월 3일, 2월 10일 ~ 2월 18일 : 보도특집 〈1979년 새해 나라살림〉 방송으로 순연되어 저녁 7시 45분부터 방영
- 2월 24일 : 보도특집 〈1979년 새해 지방살림〉 방송으로 순연되어 저녁 7시 50분부터 방영
- 3월 4일 : 신춘 특집 MBC 권투 한국라이트급 4강전 〈김태호 VS 김광민〉, 〈오영호 VS 이이다노〉 중계방송으로 순연되어 저녁 8시 15분부터 방영
- 3월 18일 : 신춘 특집 MBC 권투 WBC 세계플라이급 타이틀전 〈미겔 칸토 VS 박찬희〉 중계방송으로 순연되어 저녁 8시 15분부터 방영
- 4월 1일 : 《수사반장》 400회 특집 〈종점〉 방송으로 앞당겨 저녁 7시부터 방영
- 4월 22일 : 특집 MBC 권투 한국라이트급 최강결정전 〈김광민 VS 오영호〉 중계방송으로 순연되어 저녁 8시 10분부터 방영
- 4월 28일 : 〈서울국제가요제 국내대회〉 중계방송으로 결방